# Hymenophyllum matthewsii
Hymenophyllum matthewsii är en hinnbräkenväxtart som beskrevs av V. d. Bosch. Hymenophyllum matthewsii ingår i släktet Hymenophyllum och familjen Hymenophyllaceae. Inga underarter finns listade.